# Segunda División 'B' de México 1982-83
La Temporada 1982-83 de la Segunda División 'B' de México fue el I torneo de la historia de esta competición. Se celebró entre los meses de agosto de 1982 y mayo de 1983. El equipo de la Universidad Autónoma de Tamaulipas fue el primer campeón de la categoría tras derrotar al Uruapan por global de 3-1 en la final por el título.
La Segunda 'B' fue creada con el objetivo de reducir el número de equipos de la por entonces Segunda División, que ya llegaba a contar con 24 clubes, también se hizo con la intención de poner un punto intermedio para algunos equipos en su paso desde la Tercera División hacia el segundo nivel del fútbol mexicano.
La liga contó con 20 equipos fundadores que fueron: Átomos de Minatitlán, Bachilleres, Cachorros de Neza, Celaya, Durango, Estudiantes Chiapas, Iguala, Industrial de Tepatitlán, Irapuato, Lobos de Tlaxcala, Martínez de la Torre, Orizaba, Salmantino, Santos I.M.S.S., Tabasco, U.A.B.J.O., U.A. Tamaulipas, U.P.A.E.P., U.V. Xalapa y Uruapan.

## Formato de competencia
Los veinte equipos se dividen en cuatro grupos de cinco clubes, los grupos se separan en dos llaves de 10 equipos que jugarán entre ellos en un número de entre tres y cinco veces a lo largo de 36 jornadas. Al finalizar la temporada regular los dos mejores clubes de cada grupo pasan a la fase de liguilla en donde se enfrentarán en dos agrupaciones de ocho cuadros para determinar los dos clubes que disputarán la gran final por el campeonato, ascenderá el ganador de esa serie eliminatoria. Los dos equipos con el peor puntaje descenderán a la Tercera División mientras que el lugar número 18 deberá jugar una eliminatoria de descenso contra el tercer lugar de la categoría inferior, el ganador tendrá un lugar en la siguiente temporada de la Segunda B.
El reglamento de puntuaciones varía de acuerdo a algunas condiciones dadas en el partido, es decir: concede dos puntos si hay una victoria por un gol de diferencia; tres si se ganan con más de dos anotaciones de ventaja; y uno si se da un empate entre ambos clubes. 

## Equipos participantes

### Equipos por Entidad Federativa
| Entidad Federativa | N.º | Equipos                                                         |
| ------------------ | --- | --------------------------------------------------------------- |
| Veracruz           | 4   | Átomos de Minatitlán, Martínez de la Torre, Orizaba y UV Xalapa |
| Guanajuato         | 3   | Celaya, Irapuato y Salmantino                                   |
| Jalisco            | 2   | Bachilleres e Industrial Tepatitlán                             |
| Tlaxcala           | 2   | Lobos de Tlaxcala y Santos IMSS                                 |
| Chiapas            | 1   | Estudiantes de Chiapas                                          |
| Durango            | 1   | Durango                                                         |
| Estado de México   | 1   | Cachorros Neza                                                  |
| Guerrero           | 1   | Iguala FC                                                       |
| Michoacán          | 1   | Uruapan                                                         |
| Oaxaca             | 1   | UABJO                                                           |
| Puebla             | 1   | UPAEP                                                           |
| Tabasco            | 1   | Cacaoteros de Tabasco                                           |
| Tamaulipas         | 1   | UA Tamaulipas                                                   |

### Información sobre los equipos participantes
| Equipo                | Ciudad                                  | Estadio                            |
| --------------------- | --------------------------------------- | ---------------------------------- |
| Átomos                | Minatitlán, Veracruz                    | Campo Nanahuatzin                  |
| Bachilleres           | Guadalajara, Jalisco                    | Jalisco                            |
| Cachorros Neza        | Ciudad Nezahualcóyotl, Estado de México | Metropolitano de Neza              |
| Celaya                | Celaya, Guanajuato                      | Miguel Alemán Valdés               |
| Durango               | Durango, Durango                        | Francisco Zarco                    |
| Estudiantes Chiapas   | Tuxtla Gutiérrez, Chiapas               | Víctor Manuel Reyna                |
| Iguala                | Iguala, Guerrero                        | General Ambrosio Figueroa          |
| Industrial Tepatitlán | Tepatitlán, Jalisco                     | Tepa Gómez                         |
| Irapuato              | Irapuato, Guanajuato                    | Irapuato                           |
| Lobos Tlaxcala        | Tlaxcala, Tlaxcala                      | Tlahuicole                         |
| Martínez de la Torre  | Martínez de la Torre, Veracruz          | El Cañizo                          |
| Orizaba               | Orizaba, Veracruz                       | Socum                              |
| Salmantino            | Salamanca, Guanajuato                   | Olímpico Sección 24                |
| Santos I.M.S.S.       | Santa Cruz Tlaxcala, Tlaxcala           | IMSS Santa Cruz                    |
| Tabasco               | Villahermosa, Tabasco                   | Olímpico de Villahermosa           |
| U.A.B.J. Oaxaca       | Oaxaca, Oaxaca                          | General Manuel Cabrera Carrasquedo |
| U.A. Tamaulipas       | Ciudad Victoria, Tamaulipas             | Marte R. Gómez                     |
| U.P.A.E.P.            | Puebla, Puebla                          | Cuauhtémoc                         |
| U.V. Xalapa           | Xalapa, Veracruz                        | Xalapeño                           |
| Uruapan               | Uruapan, Michoacán                      | Hermanos López Rayón               |

## Grupos

### Grupo 1
| Pos. | Equipo         | Pts. | PJ | G  | E  | P  | GF | GC  | Dif. | Clasificación               |
| ---- | -------------- | ---- | -- | -- | -- | -- | -- | --- | ---- | --------------------------- |
| 1    | Celaya         | 61   | 36 | 20 | 10 | 6  | 62 | 27  | +35  | Cuadrangular de la liguilla |
| 2    | Uruapan        | 54   | 36 | 20 | 4  | 12 | 62 | 44  | +18  | Cuadrangular de la liguilla |
| 3    | Bachilleres    | 50   | 36 | 16 | 13 | 7  | 54 | 39  | +15  |                             |
| 4    | Salmantino (D) | 22   | 36 | 6  | 8  | 22 | 34 | 67  | −33  | Descenso de categoría       |
| 5    | Durango (D)    | 19   | 36 | 6  | 4  | 26 | 41 | 106 | −65  | Descenso de categoría       |

 Fuente: RSSSF

### Grupo 2
| Pos. | Equipo                   | Pts. | PJ | G  | E  | P  | GF | GC | Dif. | Clasificación               |
| ---- | ------------------------ | ---- | -- | -- | -- | -- | -- | -- | ---- | --------------------------- |
| 1    | Irapuato                 | 52   | 36 | 14 | 15 | 7  | 56 | 37 | +19  | Cuadrangular de la liguilla |
| 2    | U.A. Tamaulipas (C)      | 51   | 36 | 18 | 9  | 9  | 62 | 45 | +17  | Cuadrangular de la liguilla |
| 3    | Iguala                   | 44   | 36 | 14 | 7  | 15 | 67 | 66 | +1   |                             |
| 4    | Industrial de Tepatitlán | 39   | 36 | 12 | 9  | 15 | 48 | 54 | −6   |                             |
| 5    | Cachorros Neza           | 36   | 36 | 12 | 5  | 19 | 52 | 53 | −1   |                             |

 Fuente: RSSSF

### Grupo 3
| Pos. | Equipo               | Pts. | PJ | G  | E  | P  | GF | GC | Dif. | Clasificación               |
| ---- | -------------------- | ---- | -- | -- | -- | -- | -- | -- | ---- | --------------------------- |
| 1    | Martínez de la Torre | 54   | 36 | 18 | 5  | 13 | 68 | 40 | +28  | Cuadrangular de la liguilla |
| 2    | Lobos de Tlaxcala    | 47   | 36 | 13 | 13 | 10 | 63 | 52 | +11  | Cuadrangular de la liguilla |
| 3    | UPAEP                | 43   | 36 | 15 | 5  | 16 | 60 | 53 | +7   |                             |
| 4    | Tabasco              | 31   | 36 | 8  | 12 | 16 | 39 | 53 | −14  |                             |
| 5    | Átomos de Minatitlán | 30   | 36 | 9  | 8  | 19 | 44 | 63 | −19  |                             |

 Fuente: RSSSF

### Grupo 4
| Pos. | Equipo                  | Pts. | PJ | G  | E  | P  | GF | GC  | Dif. | Clasificación               |
| ---- | ----------------------- | ---- | -- | -- | -- | -- | -- | --- | ---- | --------------------------- |
| 1    | UABJO                   | 54   | 36 | 19 | 5  | 12 | 72 | 46  | +26  | Cuadrangular de la liguilla |
| 2    | U.V. Xalapa             | 52   | 36 | 16 | 11 | 9  | 62 | 57  | +5   | Cuadrangular de la liguilla |
| 3    | Santos IMSS             | 51   | 36 | 17 | 7  | 12 | 56 | 40  | +16  |                             |
| 4    | Orizaba                 | 51   | 36 | 12 | 13 | 11 | 49 | 61  | −12  |                             |
| 5    | Estudiantes Chiapas (D) | 30   | 36 | 9  | 9  | 18 | 57 | 105 | −48  | Promoción de descenso       |

 Fuente: RSSSF

## Tabla general
| Pos. | Equipo                   | Pts. | PJ | G  | E  | P  | GF | GC  | Dif. | Clasificación               |
| ---- | ------------------------ | ---- | -- | -- | -- | -- | -- | --- | ---- | --------------------------- |
| 1    | Celaya                   | 61   | 36 | 20 | 10 | 6  | 62 | 27  | +35  | Cuadrangular de la liguilla |
| 2    | Martínez de la Torre     | 54   | 36 | 18 | 5  | 13 | 68 | 40  | +28  | Cuadrangular de la liguilla |
| 3    | UABJO                    | 54   | 36 | 19 | 5  | 12 | 72 | 46  | +26  | Cuadrangular de la liguilla |
| 4    | Uruapan                  | 54   | 36 | 20 | 4  | 12 | 62 | 44  | +18  | Cuadrangular de la liguilla |
| 5    | Irapuato                 | 52   | 36 | 14 | 15 | 7  | 56 | 37  | +19  | Cuadrangular de la liguilla |
| 6    | U.V. Xalapa              | 52   | 36 | 16 | 11 | 9  | 62 | 57  | +5   | Cuadrangular de la liguilla |
| 7    | U.A. Tamaulipas (C)      | 51   | 36 | 18 | 9  | 9  | 62 | 45  | +17  | Cuadrangular de la liguilla |
| 8    | Santos IMSS              | 51   | 36 | 17 | 7  | 12 | 56 | 40  | +16  |                             |
| 9    | Orizaba                  | 51   | 36 | 12 | 13 | 11 | 49 | 61  | −12  |                             |
| 10   | Bachilleres              | 50   | 36 | 16 | 13 | 7  | 54 | 39  | +15  |                             |
| 11   | Iguala                   | 44   | 36 | 14 | 7  | 15 | 67 | 66  | +1   |                             |
| 12   | Lobos de Tlaxcala        | 47   | 36 | 13 | 13 | 10 | 63 | 52  | +11  | Cuadrangular de la liguilla |
| 13   | UPAEP                    | 43   | 36 | 15 | 5  | 16 | 60 | 53  | +7   |                             |
| 14   | Industrial de Tepatitlán | 39   | 36 | 12 | 9  | 15 | 48 | 54  | −6   |                             |
| 15   | Cachorros Neza           | 36   | 36 | 12 | 5  | 19 | 52 | 53  | −1   |                             |
| 16   | Tabasco                  | 31   | 36 | 8  | 12 | 16 | 39 | 53  | −14  |                             |
| 17   | Átomos de Minatitlán     | 30   | 36 | 9  | 8  | 19 | 44 | 63  | −19  |                             |
| 18   | Estudiantes Chiapas (D)  | 30   | 36 | 9  | 9  | 18 | 57 | 105 | −48  | Promoción de descenso       |
| 19   | Salmantino (D)           | 22   | 36 | 6  | 8  | 22 | 34 | 67  | −33  | Descenso de categoría       |
| 20   | Durango (D)              | 19   | 36 | 6  | 4  | 26 | 41 | 106 | −65  | Descenso de categoría       |

 Fuente: RSSSF

## Resultados

### Llave Occidente
| Local \ Visitante     | BAC | CNZ | CEL | DUR | IGU | IND | IRA | SAL | UAT | UPN |
| --------------------- | --- | --- | --- | --- | --- | --- | --- | --- | --- | --- |
| Bachilleres           | —   | 3–0 | 1–1 | 1–0 | 1–0 | 0–1 | 1–3 | 2–1 | 1–1 | 3–1 |
| Cachorros Neza        | 1–1 | —   | 0–1 | 7–2 | 1–1 | 3–1 | 1–1 | 2–0 | 2–3 | 2–1 |
| Celaya                | 1–1 | 1–2 | —   | 3–1 | 5–2 | 2–0 | 2–1 | 6–1 | 1–1 | 1–0 |
| Durango               | 0–0 | 2–3 | 1–3 | —   | 1–5 | 0–1 | 1–1 | 3–1 | 1–0 | 0–3 |
| Iguala                | 0–0 | 1–0 | 4–1 | 4–2 | —   | 2–1 | 1–1 | 4–1 | 2–1 | 5–2 |
| Industrial Tepatitlán | 0–6 | 2–1 | 1–1 | 4–1 | 4–0 | —   | 1–3 | 4–1 | 1–1 | 1–2 |
| Irapuato              | 0–0 | 3–2 | 2–1 | 4–0 | 4–2 | 2–0 | —   | 1–1 | 2–2 | 2–2 |
| Salmantino            | 1–2 | 0–1 | 0–0 | 4–1 | 3–6 | 1–1 | 0–5 | —   | 2–0 | 0–1 |
| U.A. Tamaulipas       | 2–1 | 1–0 | 0–0 | 5–1 | 3–1 | 2–1 | 3–3 | 2–0 | —   | 2–1 |
| Uruapan               | 3–1 | 0–1 | 2–1 | 6–1 | 4–0 | 3–1 | 3–2 | 2–1 | 0–3 | —   |

| Local \ Visitante     | BAC | CNZ | CEL | DUR | IGU | IND | IRA | SAL | UAT | UPN |
| --------------------- | --- | --- | --- | --- | --- | --- | --- | --- | --- | --- |
| Bachilleres           | —   | 2–1 | 0–0 | 2–1 | 3–2 | 1–1 | 2–0 | 0–0 | 4–3 | 1–0 |
| Cachorros Neza        | 0–1 | —   | 0–1 | 4–0 | 0–2 | 3–1 | 2–0 | 2–0 | 2–3 | 0–1 |
| Celaya                | 3–0 | 2–0 | —   | 9–0 | 1–0 | 2–0 | 1–0 | 1–0 | 2–1 | 2–0 |
| Durango               | 2–2 | 3–2 | 3–2 | —   | 2–0 | 2–3 | 2–0 | 0–1 | 2–3 | 1–2 |
| Iguala                | 2–2 | 2–2 | 2–1 | 5–0 | —   | 2–1 | 0–0 | 3–1 | 1–2 | 0–2 |
| Industrial Tepatitlán | 0–2 | 2–2 | 1–1 | 3–1 | 4–2 | —   | 0–0 | 1–1 | 1–0 | 3–0 |
| Irapuato              | 1–1 | 2–0 | 0–0 | 4–0 | 2–2 | 2–0 | —   | 2–1 | 1–0 | 1–0 |
| Salmantino            | 2–1 | 2–1 | 0–1 | 3–3 | 1–0 | 0–1 | 0–0 | —   | 2–2 | 1–2 |
| U.A. Tamaulipas       | 2–3 | 3–1 | 0–2 | 4–1 | 2–1 | 1–0 | 1–1 | 1–0 | —   | 1–0 |
| Uruapan               | 3–2 | 2–1 | 0–0 | 2–0 | 5–1 | 1–1 | 2–0 | 3–1 | 1–1 | —   |

### Llave Oriente
| Local \ Visitante    | ATO | EST | LBT | MDT | ORI | SAN | TAB | UBJ | UPA | UVX |
| -------------------- | --- | --- | --- | --- | --- | --- | --- | --- | --- | --- |
| Átomos               | —   | 0–1 | 2–1 | 0–2 | 1–1 | 3–0 | 1–2 | 1–0 | 3–0 | 0–1 |
| Estudiantes Chiapas  | 3–3 | —   | 2–2 | 1–0 | 2–2 | 1–2 | 3–3 | 2–1 | 3–2 | 0–0 |
| Lobos Tlaxcala       | 1–0 | 4–0 | —   | 3–0 | 4–4 | 3–1 | 2–0 | 2–2 | 4–2 | 7–0 |
| Martínez de la Torre | 0–2 | 8–0 | 2–1 | —   | 0–1 | 4–2 | 0–0 | 3–0 | 5–0 | 0–2 |
| Orizaba              | 0–0 | 2–2 | 1–1 | 2–0 | —   | 1–1 | 2–1 | 2–1 | 2–2 | 2–1 |
| Santos IMSS          | 1–0 | 2–0 | 2–2 | 0–0 | 4–1 | —   | 0–1 | 2–1 | 0–1 | 2–0 |
| Tabasco              | 2–1 | 0–1 | 1–1 | 2–1 | 3–0 | 2–0 | —   | 2–2 | 0–1 | 0–0 |
| UABJO                | 5–1 | 8–2 | 2–0 | 3–1 | 5–0 | 3–2 | 1–0 | —   | 2–1 | 3–2 |
| UPAEP                | 3–2 | 3–1 | 0–1 | 2–1 | 1–2 | 0–1 | 4–0 | 2–0 | —   | 0–1 |
| U.V. Xalapa          | 3–1 | 5–1 | 2–3 | 3–2 | 3–1 | 1–1 | 2–2 | 1–1 | 3–1 | —   |

| Local \ Visitante    | ATO | EST  | LBT | MDT | ORI | SAN | TAB | UBJ | UPA | UVX |
| -------------------- | --- | ---- | --- | --- | --- | --- | --- | --- | --- | --- |
| Átomos               | —   | 4–1  | 2–2 | 1–2 | 1–0 | 0–3 | 2–1 | 0–2 | 0–0 | 2–1 |
| Estudiantes Chiapas  | 4–2 | —    | 4–0 | 1–3 | 1–1 | 2–1 | 3–0 | 2–2 | 1–3 | 2–2 |
| Lobos Tlaxcala       | 3–3 | 2–0  | —   | 0–2 | 5–0 | 2–2 | 1–1 | 1–3 | 1–0 | 1–1 |
| Martínez de la Torre | 4–0 | 6–2  | 2–0 | —   | 4–0 | 1–1 | 4–2 | 1–0 | 1–1 | 4–1 |
| Orizaba              | 2–1 | 5–2  | 1–1 | 1–0 | —   | 3–2 | 1–1 | 2–0 | 2–0 | 1–3 |
| Santos IMSS          | 2–2 | 2–0  | 4–0 | 0–1 | 1–0 | —   | 1–0 | 3–0 | 2–0 | 3–0 |
| Tabasco              | 1–1 | 3–2  | 0–1 | 1–1 | 2–0 | 0–1 | —   | 0–1 | 1–2 | 1–1 |
| UABJO                | 2–0 | 7–2  | 1–0 | 2–1 | 1–1 | 1–0 | 4–1 | —   | 1–3 | 5–1 |
| UPAEP                | 5–1 | 10–1 | 1–1 | 1–2 | 2–1 | 1–3 | 3–1 | 1–0 | —   | 1–2 |
| U.V. Xalapa          | 2–1 | 5–2  | 2–0 | 2–0 | 2–2 | 3–2 | 2–2 | 1–0 | 1–1 | —   |

## Liguilla por el título

### Grupo A
| Pos. | Equipo               | Pts. | PJ | G | E | P | GF | GC | Dif. | Clasificación     |
| ---- | -------------------- | ---- | -- | - | - | - | -- | -- | ---- | ----------------- |
| 1    | U.A. Tamaulipas (C)  | 9    | 6  | 3 | 2 | 1 | 8  | 5  | +3   | Acceso a la final |
| 2    | Martínez de la Torre | 8    | 6  | 2 | 2 | 2 | 9  | 5  | +4   |                   |
| 3    | Celaya               | 8    | 6  | 3 | 1 | 2 | 12 | 13 | −1   |                   |
| 4    | U.V. Xalapa          | 3    | 6  | 0 | 3 | 3 | 6  | 12 | −6   |                   |

 Fuente: RSSSF

#### Resultados
| Local \ Visitante    | CEL | MDT | UAT | UVX |
| -------------------- | --- | --- | --- | --- |
| Celaya               | —   | 2–1 | 2–1 | 2–2 |
| Martínez de la Torre | 5–1 | —   | 0–1 | 2–0 |
| U.A. Tamaulipas      | 3–1 | 0–0 | —   | 2–1 |
| U.V. Xalapa          | 1–4 | 1–1 | 1–1 | —   |

### Grupo B
| Pos. | Equipo            | Pts. | PJ | G | E | P | GF | GC | Dif. | Clasificación     |
| ---- | ----------------- | ---- | -- | - | - | - | -- | -- | ---- | ----------------- |
| 1    | Uruapan           | 9    | 6  | 3 | 1 | 2 | 10 | 6  | +4   | Acceso a la final |
| 2    | Irapuato          | 8    | 6  | 3 | 0 | 3 | 9  | 9  | 0    |                   |
| 3    | UABJO             | 7    | 6  | 3 | 0 | 3 | 6  | 10 | −4   |                   |
| 4    | Lobos de Tlaxcala | 6    | 6  | 2 | 1 | 3 | 9  | 9  | 0    |                   |

 Fuente: RSSSF

#### Resultados
| Local \ Visitante | IRA | LBT | UBJ | UPN |
| ----------------- | --- | --- | --- | --- |
| Irapuato          | —   | 2–0 | 2–0 | 0–1 |
| Lobos de Tlaxcala | 2–3 | —   | 5–0 | 1–1 |
| UABJO             | 2–1 | 0–1 | —   | 2–0 |
| Uruapan           | 4–1 | 3–0 | 1–2 | —   |

### Final
La serie final del torneo enfrentó al equipo de la U.A. Tamaulipas contra el Aguacateros Club Deportivo Uruapan.
| 15 de mayo de 1983 | U.A. Tamaulipas | 2-0u | Uruapan | Estadio Marte R. Gómez, Ciudad Victoria |  |

| 22 de mayo de 1983                                                                        | Uruapan | 1-1 | U.A. Tamaulipas | Unidad Deportiva Hermanos López Rayón, Uruapan |  |
| U.A. Tamaulipas campeón de la Temporada 1982-83 y asciende a Segunda División. Global 1-3 |         |     |                 |                                                |  |

|                                      |
| U.A. Tamaulipas Campeón 1.er título. |